# Гнатівське нафтогазоконденсатне родовище
Гнатівське нафтогазоконденсатне родовище — належить до Руденківсько-Пролетарського нафтогазоносного району Східного нафтогазоносного регіону України.

## Опис
Розташоване в Полтавській області на відстані 30 км від селища Нові Санжари, в центральній частині південної прибортової зони Дніпровсько-Донецької западини в межах Нехворощанського структурного виступу.
Структура виявлена в 1965 р. Підняття є асиметричною брахіантикліналлю півн.-зах простягання з крутим північно-східним крилом та пологим — півд.-зах.; її розміри по ізогіпсі — 2300 м 5,0х3,5 м, амплітула понад 300 м.
Структура порушена системою скидів амплітудою 75-250 м. Перший промисл. приплив нафти отримано з карбонатних відкладів нижнього візе і турне з інт. 2338—2380 м у 1983 р.
Поклади пластові або масивно-пластові, склепінчасті, тектонічно екрановані та літологічно обмежені. Колектори — вапняки та пісковики. Режим нафтових покладів — газовий та пружноводонапірний, газоконденсатних — газовий та газоводонапірний. Запаси початкові видобувні категорій А+В+С1: нафти — 2851 тис. т; газу — 5703 млн. м3; конденсату — 523 тис. т. Густина дегазованої нафти 840—878 кг/м3. Вміст сірки у нафті 0,13-0,89 мас.%.